# Паэс Гарсете, Оскар
Оскар Паэс Гарсете (исп. Oscar Páez Garcete, 19 сентября 1939 года, Лорето, Парагвай — 29 марта 2016 года, Консепсьон, Парагвай) — католический прелат, первый епископ Сан-Педро с 5 июня 1978 по 10 июля 1993 года и четвёртый епископ Сьюдад-дель-Эсте с 10 июля 1993 по 56 февраля 2000 года.

## Биография
Родился 19 сентября 1939 года в населённом пункте Лорето, Парагвай. Изучал богословие и философию в Высшей духовной семинарии Вознесения Девы Марии в Асунсьоне. 23 декабря 1961 года был рукоположен в священники.
Обучался в Папском Григорианском университете, где защитил научную степень лицензиата по богословию. Окончил специализированные курсы по религиозной социологии в Лёвенском университете. После возвращения в Парагвай в 1962 году преподавал в начальной семинарии в Саладильо. В 1963 году назначен секретарём епархии Консепсьона.
5 июня 1978 года Римский папа Иоанн Павел II учредил новую епархию Сан-Педро и назначил Оскара Паэса Гарсете её первым епископом. 19 августа 1978 года состоялось рукоположение, которое совершил титулярный архиепископ Ипреса и Апостольский нунций в Парагвае Йозеф Меес в сослужении с Консепсьона и Чако Анибалом Марисевичем Флейтасом и епископом Каакупе Деметрио Игнасио Акино Акино.
10 июля 1993 года назначен епископом Альто-Параны (сегодня — Епархия Сьюдад-дель-Эсте).
С 1994 по 1999 год был председателем Конференции католических епископов Парагвая.
5 февраля 2000 года подал в отставку.
Скончался 29 марта 2016 года.